# Idioma pucikwar
A-pucikwar (también conocido como pucikwar) es una lengua extinguida de las islas Andamán, en la India. 